# Aderbal Jurema (edifício)
Se procura o político consulte Aderbal de Araújo Jurema.
Aderbal Jurema é um edifício de grande porte, o terceiro na lista de edificações mais altas do município brasileiro do Recife, estado de Pernambuco. Está localizado na Rua Real da torre no bairro da Madalena.
Possui 123 metros de altura. São 37 andares e 74 apartamentos com uma área de 216,00 metros quadrados, destinado para residências de alto luxo.
Oi Uide